# هیتفیلد (ماساچوست)
هیتفیلد، ماساچوست
هیتفیلد(به انگلیسی: Hatfield) شهرکی در شهرستان همشایر ایالت ماساچوست می‌باشد که در سال ۱۶۷۰ بنیان‌گذاری شده‌است. این شهرک در سرشماری سال ۲۰۱۰ میلادی، ۳٬۲۷۹ نفر جمعیت داشته‌است.